# August Hirsch
August Hirsch (Danzica, 4 ottobre 1817 – Berlino, 28 gennaio 1894) è stato un medico tedesco.

## Biografia
Studiò a Berlino e a Lipsia. In riconoscimento dei suoi studi sulla febbre malarica e la sua opera, Handbuch der historisch-geographischen Pathologie, fu promosso nel 1863 professore presso l'Università di Berlino. Nel 1873, fu membro della Commissione di colera tedesca, studiò le varie malattie di Poznań e Prussia Occidentale, dal quale pubblicò il relativo rapporto (1874). Studiò la peste proveniente da Astrachan' nel 1879-1880, e in quest'ultimo anno scrisse un rapporto del suo governo.

## Opere principali
- Die grossen Volkskrankheiten des Mittelalters, una revisione degli scritti raccolti da Hecker, 1865
- Jahresbericht über die Fortschritte und Leistungen der Medizin, con Rudolf Virchow, 1866 et seq.
- Die Meningitis Cerebro-spinalis Epidemica, 1866
- Geschichte der Augenheilkunde, 1877
- Handbuch der historisch-geographischen Pathologie, 3 Vols., 1881-1886[1]
  - Handbook of Geographical and Historical Pathology, 3 Vol., 1883–1886, trad. di Charles Creighton[1]
- Biographisches Lexikon der hervorragenden Ärzte aller Zeit, editor, 6 Vol., 1884-1888
- Geschichte der medizinischen Wissenschaften in Deutschland, 1893